# East West line (métro de Singapour)
La East West line (littéralement : « ligne Est-Ouest ») est une des cinq lignes du réseau métropolitain de Singapour. Elle relie les stations Pasir Ris et Tuas Link. À partir de la station Tanah Merah, une branche exploitée en navette rejoint la station Changi Airport.

## Histoire

### Chronologie
- 12 décembre 1987 : City Hall - Outram Park
- 12 mars 1988 : Outram Park - Clementi
- 5 novembre 1988 : Clementi - Lakeside
- 4 novembre 1989 : City Hall - Tanah Merah, début de l'exploitation séparée des lignes Est-Ouest et Nord-Sud
- 16 décembre 1989 : Tanah Merah - Pasir Ris
- 10 mars 1990 : Jurong East - Choa Chu Kang cette section était exploitée avec la ligne Est-Ouest jusqu'en 1996
- 6 juin 1990 : Lakeside - Boon Lay
- 10 février 1996 : intégration de la section Jurong East - Choa Chu Kang à la ligne Nord-Sud
- 10 janvier 2001 : Tanah Merah - Expo
- 18 octobre 2001 : Ouverture de la station Dover sur une section déjà en service
- 8 février 2002 : Expo - Changi Airport
- 28 février 2009 : Boon Lay - Joo Koon
- 18 juin 2017 : Joo Koon - Tuas Link

### Prolongements en cours
Le prolongement vers Tuas West est prévu en aérien à partir de Joo Koon Station. Cette section de 8 kilomètres vers l'ouest comprend 4 stations et un dépôt à proximité du poste frontière de Tuas. Sa mise en service est prévue en 2016.
Le prolongement Tuas South vient à la suite du précédent. Il s'agit de construire d'ici à 2025 6 kilomètres en aérien et 2 stations en direction du sud.

## Tracé et stations

### Liste des stations
La ligne Est-Ouest est exploitée comme une ligne classique de Pasir Ris à Tuas Link. La branche de Tanah Merah à Changi Airport est exploitée en navette.

#### Partie principale
La partie principale comprend les stations suivantes, en commençant par le terminus ouest :
| Numérotation | Station        | Correspondances |
| EW1          | Pasir Ris      | |
| EW2 / DT32   | Tampines       | Ligne centrale en construction, ouverture prévue en 2017 |
| EW3          | Simei          | |
| EW4          | Tanah Merah    | Ligne Est-Ouest, branche vers Changi Airport correspondance quai à quai : les trains de et vers l'aéroport Changi s’arrêtent sur la voie centrale, les quais de part et d'autre donnent sur les voies vers Pasir Ris et Joo Koon |
| EW5          | Bedok          | |
| EW6          | Kembangan      | |
| EW7          | Eunos          | |
| EW8 / CC9    | Paya Lebar     | Ligne circulaire |
| EW9          | Aljunied       | |
| EW10         | Kallang        | |
| EW11         | Lavender       | |
| EW12 / DT14  | Bugis          | Ligne centrale en construction, ouverture prévue en 2013 |
| EW13 / NS25  | City Hall      | Ligne Nord-Sud correspondance quai à quai entre, d'une part, les trains vers Marina Bay et Pasir Ris et, d'autre part, les trains vers Jurong East et Joo Koon                                                                   |
| EW14 / NS26  | Raffles Place  | Ligne Nord-Sud correspondance quai à quai entre, d'une part, les trains vers Marina Bay et Joo Koon et, d'autre part, les trains vers Jurong East et Pasir Ris                                                                   |
| EW15         | Tanjong Pagar  | |
| EW16 / NE3   | Outram Park    | Ligne Nord-Est |
| EW17         | Tiong Bahru    | |
| EW18         | Redhill        | |
| EW19         | Queenstown     | |
| EW20         | Commonwealth   | |
| EW21 / CC22  | Buona Vista    | Ligne circulaire en construction, ouverture prévue en octobre 2011 |
| EW22         | Dover          | |
| EW23         | Clementi       | |
| EW24 / NS1   | Jurong East    | Ligne Nord-Sud |
| EW25         | Chinese Garden | |
| EW26         | Lakeside       | |
| EW27         | Boon Lay       | |
| EW28         | Pioneer        | |
| EW29         | Joo Koon       | |
| EW30         | Tuas           | |
| EW31         | Tuas Crescent  | |
| EW32         | Tuas West      | |
| EW33         | Tuas Link      | |

#### Branche vers l'aéroport Changi
La branche comprend les stations suivantes, en s'éloignant du tronçon principal :
| Numérotation | Station        | Correspondances |
| EW4          | Tanah Merah    | Ligne Est-Ouest, partie principale, correspondance quai à quai : les trains de et vers l'aéroport s’arrêtent sur la voie centrale, les quais de part et d'autre donnent sur les voies vers Pasir Ris et Joo Koon |
| CG1/DT35     | Expo           | Ligne centrale en construction, ouverture prévue en 2017 |
| CG2          | Changi Airport | |